# Symphonie en fa majeur de Saint-Saëns

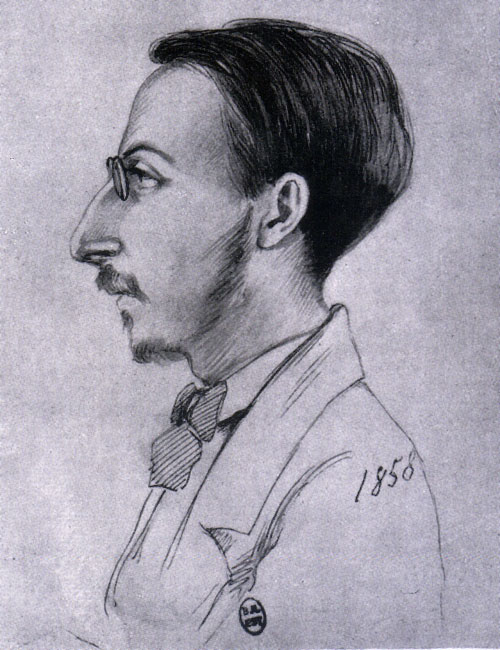
Camille Saint-Saëns

La Symphonie en fa majeur « Urbs Roma »  (« ville de Rome ») est une œuvre pour orchestre de Camille Saint-Saëns, écrite en 1856 pour le concours de composition musicale de la Société Sainte-Cécile de Bordeaux, jouée pour la première fois le 25 janvier 1857.

## Présentation
Saint-Saëns a écrit au total cinq symphonies, dont trois portent un numéro y compris sa célèbre troisième, dite « avec orgue ». Outre ces dernières, il compose à l'âge de quinze ans une Symphonie en la majeur, ainsi que celle-ci. Elle est donc chronologiquement la troisième, écrite à l'âge de vingt-et-un ans, précédent sa Deuxième symphonie. En dépit de son sous-titre, elle ne contient aucune intention programmatique.
Elle est composée de quatre mouvements et son exécution demande un peu plus de quarante minutes, ce qui en fait sa symphonie la plus longue.
- Largo - Allegro
- Molto vivace
- Moderato assai serioso
- Poco allegretto – Andante con moto

## Discographie sélective
- Orchestre national de l'ORTF, direction Jean Martinon (intégrale des 5 symphonies). 2 CD Emi 1974
- Tapiola Sinfonietta, dir. Jean-Jacques Kantorow (couplé avec la symphonie no 2 Op.55). CD Bis 1997
- Orchestre philharmonique royal de Liège, dir. Jean-Jacques Kantorow (intégrale des symphonies). 2 SACD Bis 2021. Diapason d’or
- Orchestre national de France, dir Cristian Măcelaru (intégrale des symphonies). 3 CD Warner classics 2021. 5 Diapasons